# Quintans (przystanek kolejowy)
Quintans (port: Apeadeiro de Quintans) – przystanek kolejowy w gminie Aveiro, w miejscowości Quintans, w dystrykcie Aveiro, w Portugalii. Znajduje się na Linha do Norte.
Obsługiwany jest wyłącznie przez pociągi regionalne Comboios de Portugal.

## Historia
Linia między stacjami Estarreja i Taveiro, która została wybudowana przez Companhia dos Caminhos de Ferro Portugueses, została otwarta w dniu 10 kwietnia 1864.

## Linie kolejowe
- Linha do Norte